# آرزوهای بزرگ (فیلم ۱۹۱۷)
«آرزوهای بزرگ» (انگلیسی: Great Expectations) یک فیلم صامت درام گمشده به کارگردانی «رابرت وینولا» و «پل وست» است که در سال ۱۹۱۷ منتشر شد.
این فیلم، نخستین اقتباس سینمایی، از رمانِ مشهورِ «آرزوهای بزرگ» اثرِ چارلز دیکنز است.

## بازیگران
- جک پیکفورد در نقش «پیپ»
- لوئیز هاف در نقش «استلا»
- گریس بارتون در نقش «خانم هاویشام»
- هربرت پرایر در نقش «آقای جَگرز»
- مارسیا هریس
- ویلیام بلک
- فرانک لوسی